# Pro*C
Pro-C ( Pro-C/C++)とはOracleデータベース のデータベース管理システムの埋め込みSQLに対応したプログラミング言語である。Pro*Cはベースの言語としてC または C++ を使用している。コンパイル時は埋め込みSQL文をプリコンパイラで一度プリコンパイルしたソースを、さらにコンパイルし、C、C++言語のSQLライブラリを読み込む処理を行う。Pro*Cプリコンパイラによって生成されたコードは標準的なC 、C++のコードであり、再度C、C++のコンパイラでコンパイルする事で実行できるようになる。